# Елза Мартинели
Елза Мартинели (на италиански: Elsa Martinelli) е италианска актриса и фотомодел. 

## Биография
Елза е едно от деветте деца в бедно семейство, на 12 години е трябвало да започне работа. Още в тийнейджърските си години Мартинели започва професионалната си кариера като модел. Но истинското ѝ влизане в света на модата става през 1953 г., когато младият дизайнер Роберто Капучи се запознава с нея. По това време тя работи като сервитьорка и той я кани да участва в шоуто за първата си колекция. Скоро след това Елза работи като топ модел в Париж и в агенцията за модели „Ford Models“ в Ню Йорк. Снимките ѝ се появяват на кориците на списания „Life“ и „Vogue“.
През 1954 г. Кърк Дъглас забелязва снимка на Мартинели на корицата на списание и я кани да играе ролята на индийска жена. Дъглас иска Мартинели да изиграе главната женска роля във филма „Спартак“, но поради бременността си актрисата трябва да се откаже от снимките и да прекрати договора с продуцентската компания. През 1956 г. Мартинели е удостоена със „Сребърна мечка“ на 6-ия Международен филмов фестивал в Берлин за най-добра женска роля в комедията на Марио Моничели „Донатела“. Известният режисьор Виторио Де Сика нарича Мартинели най-стилната жена на света и казва, че „тя изглежда като създадена от художник“.
През юни 1957 г. Елза Мартинели се омъжва за граф Франко Манчинели. Тяхната дъщеря Кристина Манчинели е родена през 1958 г., също участва във филми.

## Избрана филмография
| година | филм                                | оригинално заглавие              | роля        | режисьор        |
| ------ | ----------------------------------- | -------------------------------- | ----------- | --------------- |
| 1955   | Индианският боец                    | The Indian Fighter               | Онати       | Андре Де Тот    |
| 1959   | Лодкари по Волга                    | I battellieri del Volga          | Маша        | Виктор Турянски |
| 1959   | Бурна нощ                           | La notte brava                   | Анна        | Мауро Болонини  |
| 1962   | Процесът                            | The Trial                        | Хилда       | Орсън Уелс      |
| 1967   | Седем пъти жена (Едит/Супер Симоне) | Sette Volte Donna (Super Simone) | Красавицата | Виторио Де Сика |
| 1968   | Манон 70                            | Manon 70                         | Ани         | Жан Аурел       |